# Annemasse
Annemasse is een gemeente in het Franse departement Haute-Savoie (regio Auvergne-Rhône-Alpes). De plaats maakt deel uit van het arrondissement Saint-Julien-en-Genevois. De gemeente telde 37.595 inwoners op 1 januari 2022. Hiermee is het na Annecy de gemeente met de meeste inwoners van het departement.

## Geschiedenis
De gemeente gaat terug op een Gallo-Romeinse nederzetting, Namasce. In de middeleeuwen hing Annemasse bestuurlijk af van Annecy maar economisch was de plattelandsgemeente afhankelijk van de markt van Genève. In 1801 telde de plaats maar 600 inwoners, al was ze hoofdplaats geworden van een kanton. In 1860, na de definitieve annexatie van Savoye door Frankrijk werd de Grande Zone Franche ingesteld. De gemeente begon te groeien na 1880, toen de spoorlijn Bellegarde-Évian werd geopend. Annemasse werd het spoorwegknooppunt van het noorden van het departement Haute-Savoie. Er vestigde zich industrie in de gemeente, vooral na de Eerste Wereldoorlog toen Zwitserse industriëlen er fabrieken bouwden om de Franse markt te kunnen blijven bedienen na de afschaffing van de Grande Zone Franche. Ondertussen ontwikkelde de gemeente zich van een dorp naar een stedelijke omgeving.

## Geografie
De oppervlakte van Annemasse bedroeg op 1 januari 2022 4,98 vierkante kilometer; de bevolkingsdichtheid was toen 7.549,2 inwoners per km². De gemeente ligt vlak bij de Frans-Zwitserse grens en maakt onderdeel van het stedelijk gebied rond het Zwitserse Genève.
De onderstaande kaart toont de ligging van Annemasse met de belangrijkste infrastructuur en aangrenzende gemeenten.

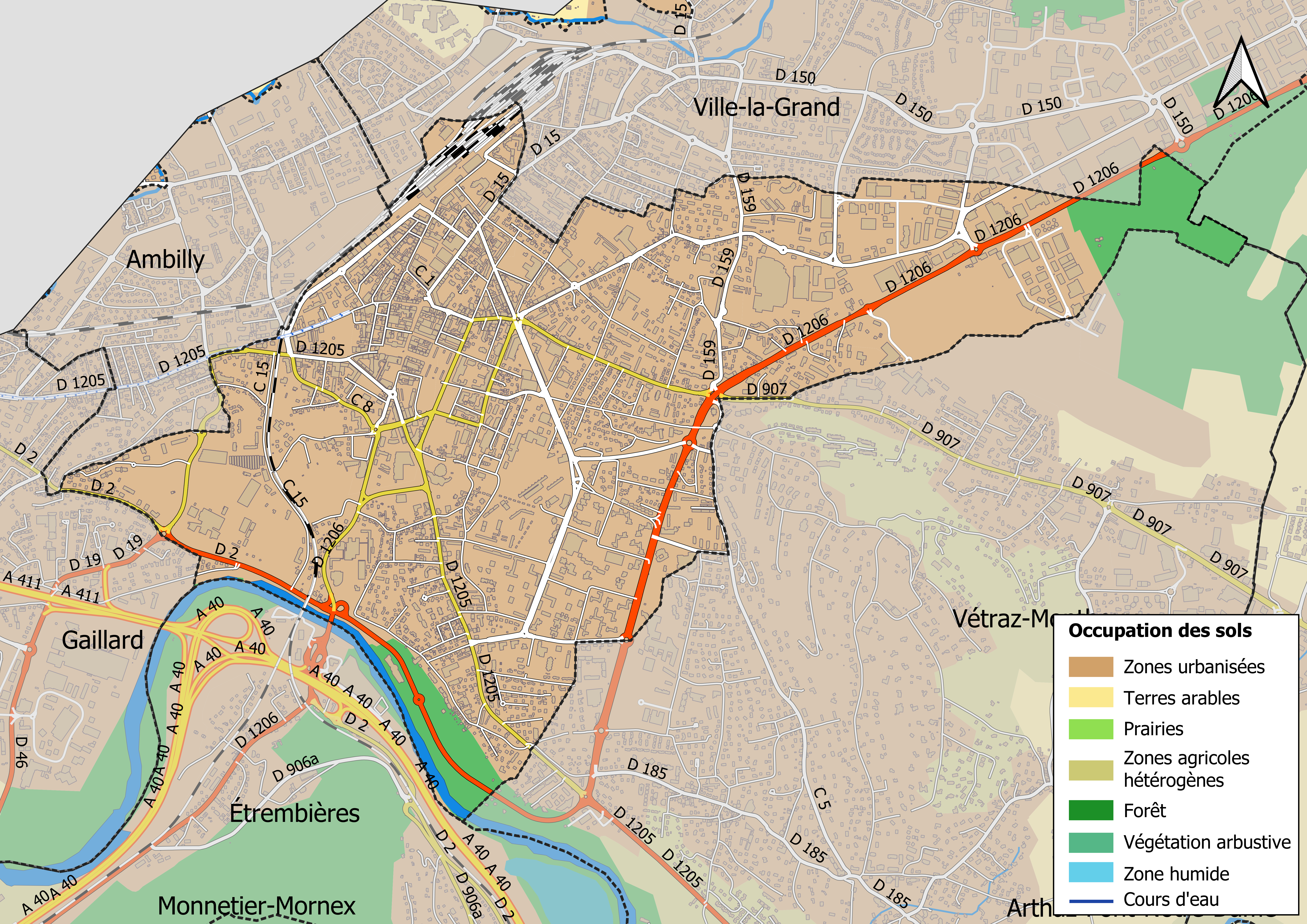

## Verkeer en vervoer
In de gemeente ligt spoorwegstation Annemasse. Sinds 2019 heeft Annemasse een halte op lijn 17 van de tram van Genève.
In Annemasse ligt sinds de jaren 1940 een vliegveld, Aérodrome Marcel Bruchon, gebruikt door sportvliegtuigen en helikopters.

## Demografie
Onderstaande figuur toont het verloop van het inwonertal (bron: INSEE-tellingen).

## Sport
Annemasse was in 2004 en 2023 startplaats van een etappe in de wielerkoers Ronde van Frankrijk.

## Geboren
- Wolfgang Windgassen (1914-1974), Duits Wagner-vertolker, heldentenor
- Pascal Dupraz (1962), voetbaltrainer
- Jean-Marc Gaillard (1980), langlaufer
- Jérôme Coppel (1986), wielrenner
- Tessa Worley (1989), alpineskister
- Aurélien Paret-Peintre (1996), wielrenner
- Valentin Paret-Peintre (2001), wielrenner
- Sofiane Augarreau (2001), voetballer

## Overleden
- Michel Montignac (1944-2010), dieetgoeroe